# Eragrostis schweinfurthii
Eragrostis schweinfurthii är en gräsart som beskrevs av Emilio Chiovenda. Eragrostis schweinfurthii ingår i släktet kärleksgrässläktet, och familjen gräs. Inga underarter finns listade i Catalogue of Life.